# Robley D. Evans (almirante)
Robley Dunglison Evans (18 de agosto de 1846 - 3 de janeiro de 1912), nascido no Condado de Floyd, Virgínia, foi um contra-almirante da Marinha dos Estados Unidos, que serviu desde a Guerra Civil Americana até a Guerra Hispano-Americana. Em 1907-1908, ele comandou a Grande Frota Branca em seu cruzeiro mundial do Oceano Atlântico através do Estreito de Magalhães para o Oceano Pacífico.

## Serviço naval
Em 1859, o delegado do Território de Utah, William Henry Hooper, ofereceu a Evans a nomeação do território para a Academia Naval dos Estados Unidos. Depois de estabelecer residência em Utah, ele entrou na academia em 1860.  Evans foi ordenado para o serviço ativo em setembro de 1863 e graduou-se na academia na classe de 1864.

### Serviço da Guerra Civil Americana
Nos ataques a Fort Fisher, Carolina do Norte, durante a Segunda Batalha de Fort Fisher, ele exibiu grande galhardia sob fogo em 15 de janeiro de 1865. Ele liderou seu grupo de desembarque de fuzileiros navais dos Estados Unidos através de fogo pesado para carregar as defesas confederadas. Evans continuou a lutar mesmo após seu quarto ferimento, sacando sua pistola e ameaçando matar qualquer homem que tentasse amputar sua perna em uma cirurgia quando ele fosse evacuado.

### "Fighting Bob" Evans
Evans ocupou vários comandos marítimos importantes durante a década de 1890. Em 1891 e 1892, comandando Yorktown no Esquadrão do Pacífico, ele ganhou grande aclamação por sua gestão firme e habilidosa de uma situação tensa com o Chile, tornando-se conhecido como "Fighting Bob" Evans. Embora ele evidentemente se orgulhasse de seu apelido, sua reputação de palavrões também o levou a ser castigado por Leonard Woolsey Bacon, pastor da Igreja Congregacional em Litchfield, Connecticut, em uma carta ao The New York Times.

### USSIndiana
O primeiro encouraçado marítimo dos Estados Unidos, o USS Indiana, foi colocado em comissão em 20 de novembro de 1895, com o capitão Evans no comando. O ex-presidente Benjamin Harrison, com um comitê do estado de Indiana, apresentou um conjunto de prata a Evans para o encouraçado em 16 de setembro de 1896 em Tompkinsville, Nova York.

### Serviço de Guerra Hispano-Americano
Durante a Guerra Hispano-Americana, comandou o encouraçado USS Iowa (BB-4) na Batalha de Santiago de Cuba.

### Plantão em terra
Robley Dunglison Evans foi nomeado presidente do Conselho de Inspeção e Vistoria de fevereiro de 1901 a abril de 1902.

### Príncipe Henrique da Prússia
O presidente Theodore Roosevelt escolheu o almirante Robley D. Evans para receber o príncipe Heinrich da Prússia, irmão do Kaiser Guilherme II da Alemanha. Em 15 de fevereiro de 1902, o Almirante Evans, como Comandante-em-Chefe de um esquadrão de honra especial, hasteou sua bandeira no encouraçado USS Illinois (BB-7) no New York Navy Yard. Evans festejou o príncipe Henrique durante a visita da Marinha Imperial Alemã Kaiserliche. Após a partida do príncipe alemão, em 28 de fevereiro de 1902, a bandeira de Evans foi hasteada em Illinois.

### Comandante-em-Chefe – Frota Asiática
O Almirante Evans transferiu sua bandeira do cruzador blindado USS New York (ACR-2) em 4 de novembro de 1902 para o encouraçado USS Kentucky (BB-6) em Yokohama, Japão. Em 5 de dezembro de 1903, o Kentucky deixou as águas japonesas para o Havaí; em 17 de dezembro de 1903, o Kentucky chegou à Estação Naval de Pearl Harbor, no Havaí. O Almirante Evans organizou um jantar de Natal para os oficiais de Kentucky no Moana Hotel em Waikiki. 31 de dezembro de 1903 O navio-almirante de Evans partiu de Honolulu para Guam. Kentucky chegou a Cavite, nas Filipinas, em 18 de janeiro de 1904. O almirante Evans chamou o novo governador-geral das Filipinas, Luke Edward Wright, no Palácio Malacanang. O carro-chefe de Evans partiu de Manila em 13 de março de 1904. O Kentucky coalhou em Hong Kong e Colombo. Navegando pelo Canal de Suez para o Mar Mediterrâneo até o porto de Nápoles, na Itália, a viagem continuou até Gibraltar, carbonizando na Madeira; o navio-almirante Kentucky chegou ao New York Navy Yard, em 23 de maio de 1904. O Almirante Evans arrastou sua bandeira, em 27 de maio de 1904, do encouraçado Kentucky.

### Comandante-em-Chefe – Frota do Atlântico Norte
Em 31 de março de 1905, uma salva de 13 canhões foi disparada pelo encouraçado USS Maine em Pensacola, Flórida, quando a bandeira do Contra-Almirante Robley D. Evans, Comandante-em-Chefe da Frota do Atlântico Norte, foi quebrada no mastro principal. A frota navegou em 7 de maio de 1905 para Hampton Roads, Virgínia. O Almirante Evans retornou à sua alma mater a Academia Naval dos Estados Unidos em Annapolis, Maryland, em 30 de outubro de 1905.
A frota britânica sob o comando do príncipe Luís de Battenberg chegou a Annapolis. Em 1 de novembro de 1905, o príncipe visitou Evans no Maine. O Almirante Evans deu ao Príncipe Louis uma visita à Escola Naval e ao encouraçado Maine. Uma recepção de Evans foi realizada no final da semana no Maine para o governador Edwin Warfield de Maryland.
O Almirante Evans no navio Maine navegou em 7 de novembro de 1905 de Annapolis para Nova York. O Almirante Evans permaneceu a bordo do Maine durante os reparos de 20 de novembro de 1905 a janeiro de 1906. Depois de invernos na Baía de Guantánamo, Cuba, em 3 de maio de 1906, Evans devolveu a frota para Nova York. Em 2 de setembro de 1906, o Maine ancorou ao lado do iate presidencial Mayflower ao largo de Oyster Bay, Long Island. O presidente Theodore Roosevelt veio a bordo do Maine para conversar com Evans. O almirante Evans no Maine partiu de Nova York em 28 de dezembro para os quarteirões de inverno em águas cubanas. Em 15 de abril de 1907, o carro-chefe de Evans, Maine, retornou a Hampton Roads. Em 16 de abril de 1907, Evans carregou sua bandeira no Maine e depois a içou no encouraçado Connecticut, carro-chefe do cruzeiro mundial.

### A Grande Frota Branca
O contra-almirante Evans comandou a Grande Frota Branca em 16 de abril de 1907 a partir de Hampton Roads, Virgínia, em sua passagem do Oceano Atlântico através do Estreito de Magalhães para o Oceano Pacífico, onde foi demitido do comando em São Francisco, Califórnia, em 9 de maio de 1908, devido a problemas de saúde.
O Almirante Evans aposentou-se da Marinha ao atingir a idade de aposentadoria obrigatória de 62 anos em 18 de agosto de 1908.
Ele morreu em Washington, D.C., em 3 de janeiro de 1912.